# Кручёных, Севастьян Петрович
Севастьян Петрович Кручёных (5 [18] декабря 1909, село Анатольевка, Одесский уезд, Херсонская губерния, Российская империя — 14 декабря 1975, Одесса, Украинская ССР, СССР) — советский военно-морской лётчик, участник Великой Отечественной войны, Герой Советского Союза (24.07.1943). Полковник (30.01.1953).

## Биография
Родился 5 (18) декабря 1909 года в селе Анатольевка Одесского уезда Херсонской губернии (ныне Березанского района Николаевской области Украины). Украинец.
Окончил среднюю школу.
В ноябре 1931 года был призван на срочную службу в Красную Армию, служил в 40-м кавалерийском полку Белорусского военного округа. В июне 1932 года переведён в авиацию и направлен а учёбу. В 1933 году окончил Военно-теоретическую школу лётчиков в Ленинграде, в 1934 году — 11-ю школу военных пилотов имени Пролетариата Донбасса в Луганске. Член ВКП(б) с 1932 года. 
В Военно-Морском Флоте с 1934 года. Служил в ВВС Черноморского флота: пилот 123-й авиационной эскадрильи, с мая 1936 младший лётчик 123-й авиационной эскадрильи, с апреля 1937 — командир корабля 123-й авиационной эскадрильи. В апреле 1938 года переведён старшим лётчиком в 119-й морской разведывательный авиационный полк этого флота, в марте 1939 года стал заместителем командира эскадрильи, а в феврале 1941 года — командиром звена. Освоил самолёты МБР-2, Че-2, ГСТ, УТ-1, УТ-2.
Участник Великой Отечественной войны с июня 1941 года. Воевал в том же полку на Чёрном море, в феврале 1942 года стал командиром эскадрильи. Участник обороны Одессы и обороны Перекопа.
1 октября 1941 года разведывательная эскадрилья перебазировалась на озеро Донузлав, которое использовалось для ночных боевых действий. В последующие месяцы принимал участие в обороне Севастополя и Кавказа.
Командир эскадрильи 119-го морского разведывательного авиационного полка (ВВС Черноморского флота) майор Севастьян Кручёных к июлю 1943 года лично произвёл 135 боевых вылетов на дальнюю разведку и для нанесения ударов по кораблям, базам и скоплениям войск противника. Эскадрилья под его командованием выполнила 1 065 боевых вылетов, включая 864 ночных.
Указом Президиума Верховного Совета СССР от 24 июля 1943 года «за образцовое выполнение боевых заданий Командования на фронте борьбы с немецкими захватчиками и проявленные при этом отвагу и геройство» майору Кручёных Севастьяну Петровичу присвоено звание Героя Советского Союза с вручением ордена Ленина и медали «Золотая Звезда» (№ 865).
В марте 1943 года назначен командиром 80-й отдельной авиационной эскадрильи, в мае 1943 — командиром 60-й отдельной авиационной эскадрильи ВВС ЧФ. С мая 1943 — инспектор-лётчик в Управлении ВВС Черноморского флота. 
С июля 1944 года — командир 18-й отдельной морской разведывательной авиационной эскадрильи ВВС Черноморского флота. 29 августа 1944 года за отличия в боях в ходе Ясско-Кишинёвской операции и освобождение города-порта Констанца (Румыния) приказом Верховного Главнокомандующего И. В. Сталина 18-й отдельной морской авиационной эскадрилье под командованием майора Кручёных было присвоено почётное наименование «Констанцская».
За годы войны выполнил 493 боевых вылета.
После войны продолжил службу в ВМФ СССР. С июля 1946 по декабрь 1949 года командовал 82-й отдельной морской разведывательной авиационной эскадрильей ВВС Черноморского флота. В 1950 году окончил Высшие офицерские лётно-тактические курсы авиации ВМС. С декабря 1950 — помощник командира 337-го отдельного морского дальнеразведывательного авиационного полка ВВС Северного флота. С декабря 1951 года служил заместителем командира — инструктором-лётчиком по технике пилотирования и теории полёта, затем заместителем командира по лётной подготовке, а с сентября 1953 года — командовал 48-м отдельным морским дальним разведывательным Сахалинским Краснознамённым авиационным полком в ВВС 7-го военно-морского флота (Тихий океан) и Северо-Тихоокеанской флотилии.
С августа 1955 года полковник  С. П. Кручёных — в запасе. Жил и работал в городе Одессе.
Скончался 14 декабря 1975 года. Похоронен в Одессе на Таировском кладбище.

## Награды
- Герой Советского Союза (24.07.1943)
- Два ордена Ленина (24.07.1943, 1943)
- Два ордена Красного Знамени (13.05.1942, 27.12.1951)
- Орден Александра Невского (27.02.1946)
- Орден Отечественной войны 1-й степени (26.08.1944)
- Два ордена Красной Звезды (5.11.1946, 22.02.1955)
- Медаль «За боевые заслуги» (3.11.1944)
- Медаль «За оборону Одессы» (1943)
- Медаль «За оборону Севастополя» (1943)
- Медаль «За оборону Кавказа» (1945)
- Ряд медалей СССР